# Reinhold Merkelbach
 (janvier 2016).
Reinhold Merkelbach, né le 7 juin 1918 à Grenzhausen et mort le 28 juillet 2006, est un philologue classique et un historien des religions antiques allemand.

## Biographie
Reinhold Merkelbach naît le 7 juin 1918 à Grenzhausen en Allemagne. Il est issu d'une famille d'entrepreneurs (elle tient une usine de poterie en grès). Il fait ses études à Munich en 1937-1938 puis ses études sont interrompues par la guerre ; il les reprend en 1945-1947 à la faculté de philologie classique de Hambourg (Hamburg Klassische Philologie). Il obtient son diplôme à l'université de Hambourg puis son habilitation en 1950. En 1950, il obtient une habilitation à l'université de Cologne. Entre 1957 et 1961, il est professeur titulaire à l'université Friedrich-Alexander d'Erlangen-Nuremberg puis à l'université de Cologne entre 1961 et 1983. 
Les recherches de Merkelbach portent généralement sur l'histoire des religions antiques, mais aussi sur les relations entre la religion et les romans antiques. Il consacre aussi des publications à Homère, Hésiode et Platon. Dans les années 1970 à Cologne, il travaille en épigraphie et en papyrologie antiques. Avec la collaboration de ses collègues et étudiants, il publie un grand nombre d'inscriptions antiques, en particulier des inscriptions provenant des cités grecques d'Asie Mineure. Il est aussi éditeur ou co-éditeur d'autres collections de textes et de revues savantes (Zeitschrift für Papyrologie und Epigraphik, Epigraphica Anatolica). 
En 1978, Merkelbach reçoit le titre de docteur honoris causa de l'université de Besançon. À partir de 1981, il est professeur membre de l'Académie des sciences et des arts de Rhénanie du Nord-Westphalie, et membre correspondant étranger de la British Academy. Il est président du Comité international de papyrologie de 1968 à 1971 puis de 1974 à 1980.
Il a notamment eu pour élèves Ludwig Koenen et Cornelia Römer, spécialistes éminents de papyrologie.

## Publications
- Roman und Mysterium in der Antike, Beck, Munich, 1962.
- Isisfeste in griechisch-römischer Zeit. Daten und Riten, Hain, Meisenheim am Glan, 1963.
- Untersuchungen zur Odyssee. 2., durchgesehene und erweiterte Auflage, Beck, Munich, 1969 (première édition 1951).
- Fragmenta Hesiodea, Oxford, Oxford University Press, Royaume-Uni, 1967. (Avec Martin Litchfield West ; editio minor, OCT, 1970, 1984 2. édition révisée).
- Die Quellen des griechischen Alexander-Romans. 2, nouvelle édition révisée, Beck, Munich, 1977,  (ISBN 3-406-03249-4) (première édition 1954).
- Mani und sein Religionssystem, Opladen, Westdeutscher Verlag, 1986.  (ISBN 3-531-07281-1)
- Die Hirten des Dionysos. Die Dionysos-Mysterien der römischen Kaiserzeit und der bukolische Roman des Longus, Stuttgart, Teubner, 1988.  (ISBN 3-519-07410-9)
- Die Bedeutung des Geldes für die Geschichte der griechisch-römischen Welt, Stuttgart, Teubner, 1992.  (ISBN 3-519-07550-4)
- Hestia und Erigone. Vorträge und Aufsätze, Stuttgart, Teubner, 1996.  (ISBN 3-519-07438-9)
- Philologica. Ausgewählte kleine Schriften, Stuttgart, Teubner, 1997.  (ISBN 3-519-07439-7)
- Mithras. Ein persisch-römischer Mysterienkult, Wiesbaden, VMA-Verlag, 1998,  (ISBN 3-928127-61-6) (première édition 1984).
- Isis regina − Zeus Sarapis. Die griechisch-ägyptische Religion nach den Quellen dargestellt, 2., édition augmentée, Munich, Saur, 2001,  (ISBN 3-598-77427-3) (première édition 1995).